# ノー・パロール・フロム・ロックン・ロール
『ノー・パロール・フロム・ロックン・ロール』（原題：No Parole from Rock 'n' Roll）は、グラハム・ボネットが率いるヘヴィメタル・バンド、アルカトラスが1983年に発表した初のスタジオ・アルバム。イングヴェイ・マルムスティーン在籍時としては唯一のスタジオ・アルバムとなった。

## 解説
音楽評論家のEduardo Rivadaviaはオールミュージックにおいて「イングヴェイ・マルムスティーンの後のソロ・アルバムにかなり近い」としながらも「グラハム・ボネットの音楽的な絶叫、ジミー・ウォルドーの上品でレインボー風のキーボード、そしてマルムスティーンの目もくらむような技巧とスピードが首尾よく融合された、優れたレコード」と評している。
バンドが拠点としているアメリカでは、Billboard 200で128位に達した。一方、日本では初回発売時に15週オリコンチャート入りして最高31位に達し、2010年には再発盤がオリコン155位を記録している。
マルムスティーンはアルカトラス脱退後のライヴでも本作からの曲を演奏しており、映像作品『Chasing Yngwie/Live in Tokyo '85』には「ジェット・トゥ・ジェット」「ヒロシマ・モナムール」「クリー・ナクリー」が収録された。

## 収録曲
特記なき楽曲はグラハム・ボネットとイングヴェイ・マルムスティーンの共作。6.はインストゥルメンタル。
1. アイランド・イン・ザ・サン - "Island in the Sun" (Graham Bonnet, Yngwie Malmsteen, Jimmy Waldo) – 3:56
2. ジェネラル・ホスピタル - "General Hospital" (G. Bonnet, Y. Malmsteen, J. Waldo) – 4:50
3. ジェット・トゥ・ジェット - "Jet to Jet" – 4:27
4. ヒロシマ・モナムール - "Hiroshima Mon Amour" – 4:01
5. クリー・ナクリー - "Kree Nakoorie" (G. Bonnet, Y. Malmsteen, J. Waldo) – 6:10
6. インキューバス - "Incubus" (Y. Malmsteen) – 1:24
7. トゥー・ヤング・トゥ・ダイ、トゥー・ドランク・トゥ・リヴ - "Too Young to Die, Too Drunk to Live" – 4:21
8. ビッグ・フット - "Big Foot" – 4:07
9. スターカー・レーン - "Starcarr Lane" (G. Bonnet, Y. Malmsteen, J. Waldo) – 3:54
10. サファー・ミー  - "Suffer Me" – 4:18

## カヴァー
- ジェット・トゥ・ジェット
  - 屍忌蛇 - カヴァー・アルバム『STAND PROUD! ALL FOR HEAVY METAL』（1998年）に収録。
- ヒロシマ・モナムール
  - Concerto Moon - アルバム『AFTER THE DOUBLE CROSS』（2004年）のボーナス・ディスクに収録[6]。

## 参加ミュージシャン
- グラハム・ボネット - ボーカル
- イングヴェイ・マルムスティーン - ギター
- ジミー・ウォルドー - キーボード
- ゲイリー・シェア - ベース
- ヤン・ウヴェナ - ドラムス